# Neofuturisme

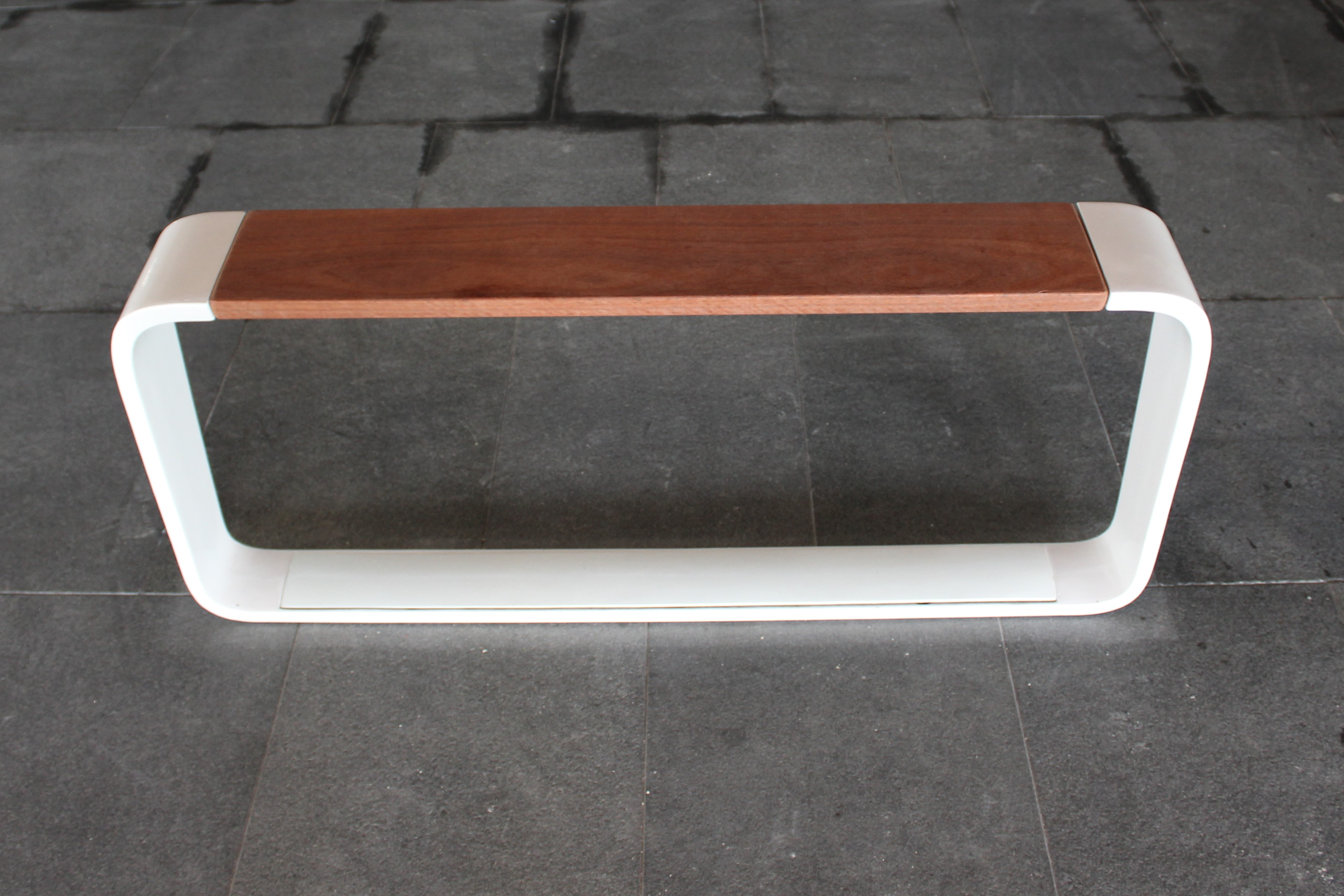
Een neofuturistisch bankje

Neofuturisme is een stroming aan het eind van de 20ste eeuw, begin 21ste eeuw binnen de kunst, het ontwerpen en de architectuur. Het kan gezien worden als afgeleide vorm van het postmodernisme en vertegenwoordigt een idealistisch geloof in een betere toekomst en "een noodzaak om het moderne rapport te periodiseren met behulp van technologie". Deze avant-garde beweging is een futuristische heroverweging van hoe snelgroeiende moderne steden er esthetisch en functioneel dienen te worden ingericht. De industrialisatie die begon na het einde van de Tweede Wereldoorlog gaf ruimte voor een nieuwe kijk op het leven, kunst en architectuur, wat leidde tot het post-modernisme, neomodernisme, en daarna neofuturisme. Binnen de architectuur in de Westerse wereld, ontwikkelde futurisme zich tot art deco, de Googie-architectuur en hightech architectuur. Het neofuturisme is meer verwant met parametrisme, blob-architectuur en vooral met het expressionisme.

## Kenmerken
Veel ontwerpen binnen het neofuturisme maken gebruik van de kleur wit, zoals dat gebruikelijk was bij het expressionisme. Daarnaast komen ronde vormen veel voor maar in mindere mate dan bij blob-architectuur. Ook zijn er projecten waar juist scherpe hoeken te zien zijn zoals binnen het deconstructivisme. Complexe ritmes en patronen deelt het neofuturisme met het parametrisme.

## Personen
Het neofuturisme dat nieuw leven werd ingeblazen in de 21ste eeuw, is in creatief opzicht geïnspireerd door de Brits-Irakese Pritzker Architectuurprijs winnende architect Zaha Hadid en de Spaanse architect Santiago Calatrava. Neofuturisme heeft sommige thema's en ideeën van de hightech architectuur, zo werden elementen uit de hightech industrie en technologie geïmplementeerd in het design van hun gebouwen. Neofuturistische architecten, designers en kunstenaars zijn:
- Vito DiBari
- Denis Laming
- Josh Hadar
- Erin Sparler
- Marlow Rodale
- Panayiotis Terzis
- Miguel Ovalle
- Joseph Young
- Patrick Jouin
- Olivia Peake
- Yuima Nakazato
- Simon Stålenhag
- Charis Tsevis
- Buckminster Fuller
- Norman Foster
- Kenzo Tange
- Renzo Piano
- Richard Rogers
- Frei Otto

## Galerij

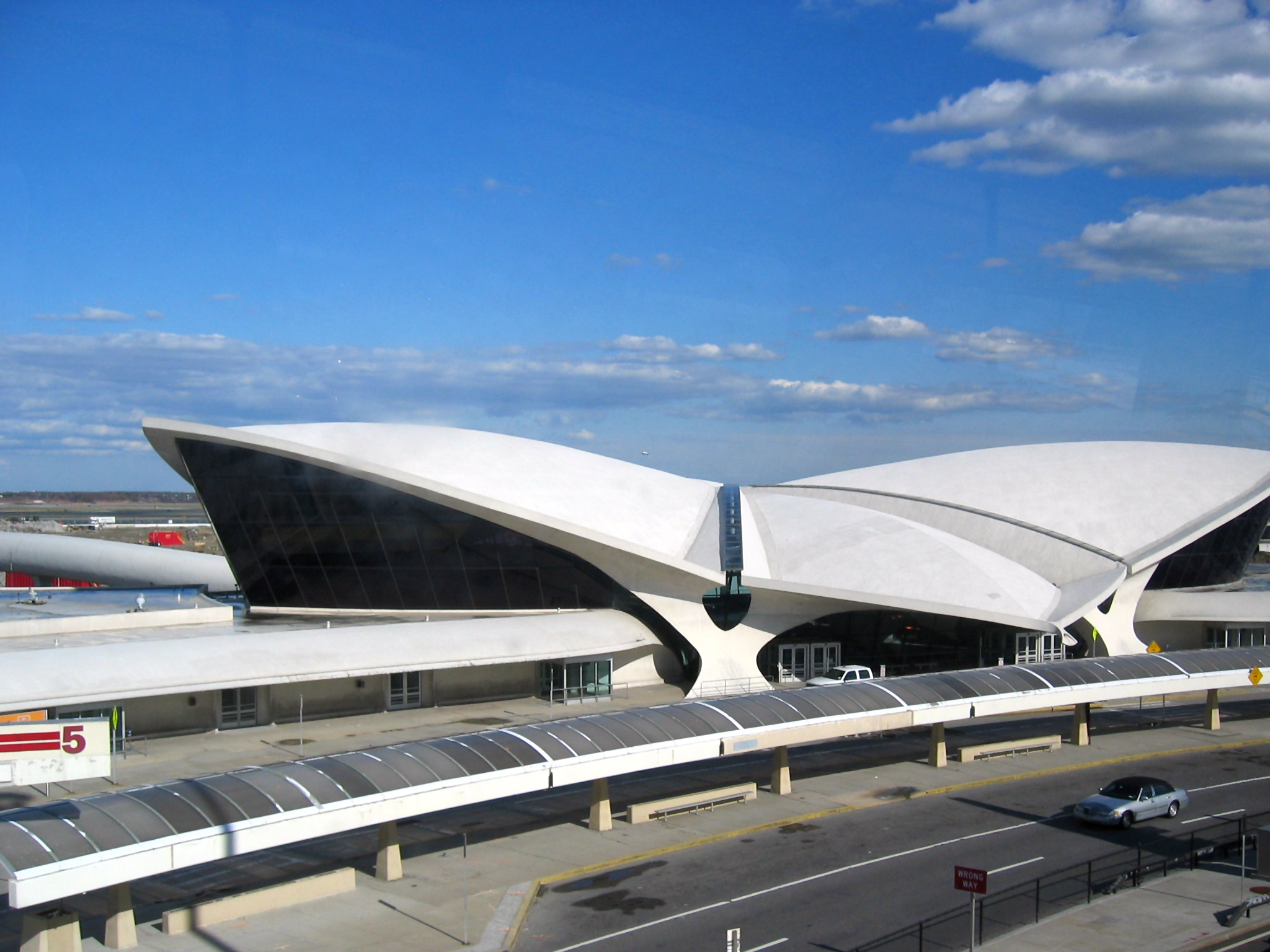
TWA Terminal in New York door Eero Saarinen, 1962
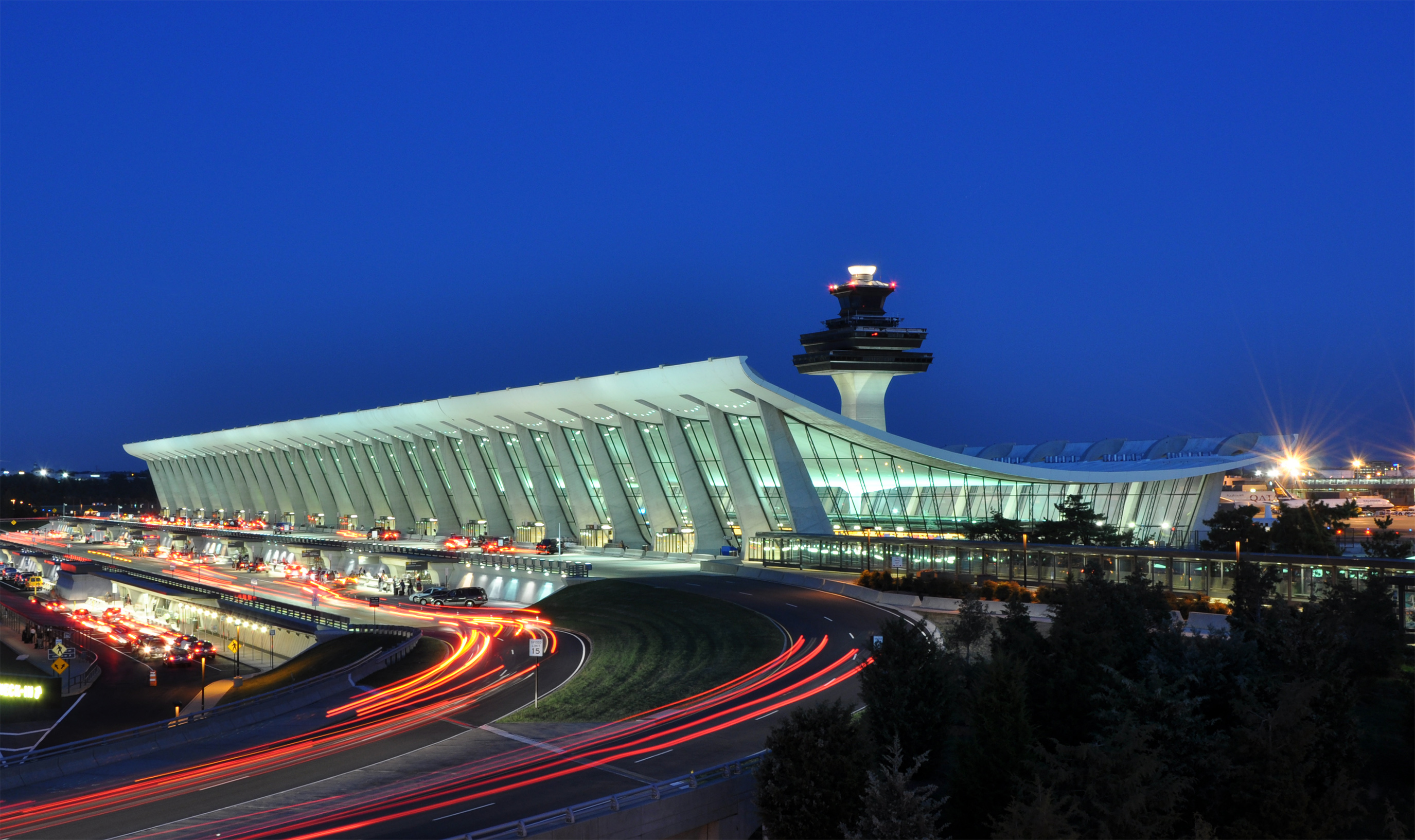
Dulles International Airport in Chantilly door Eero Saarinen, 1963
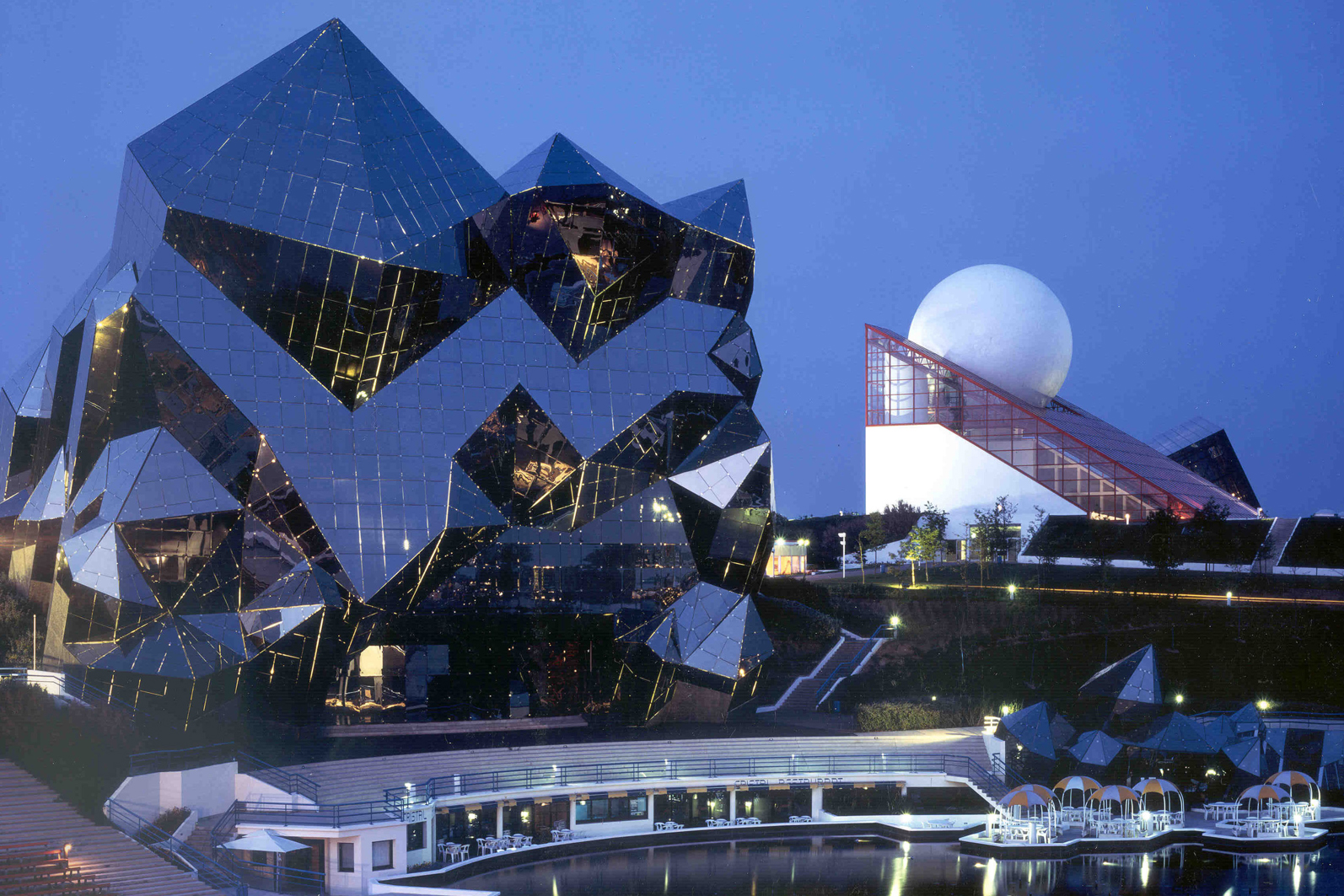
De Paviljoens van Futuroscope in Poitiers door Denis Laming, 1984
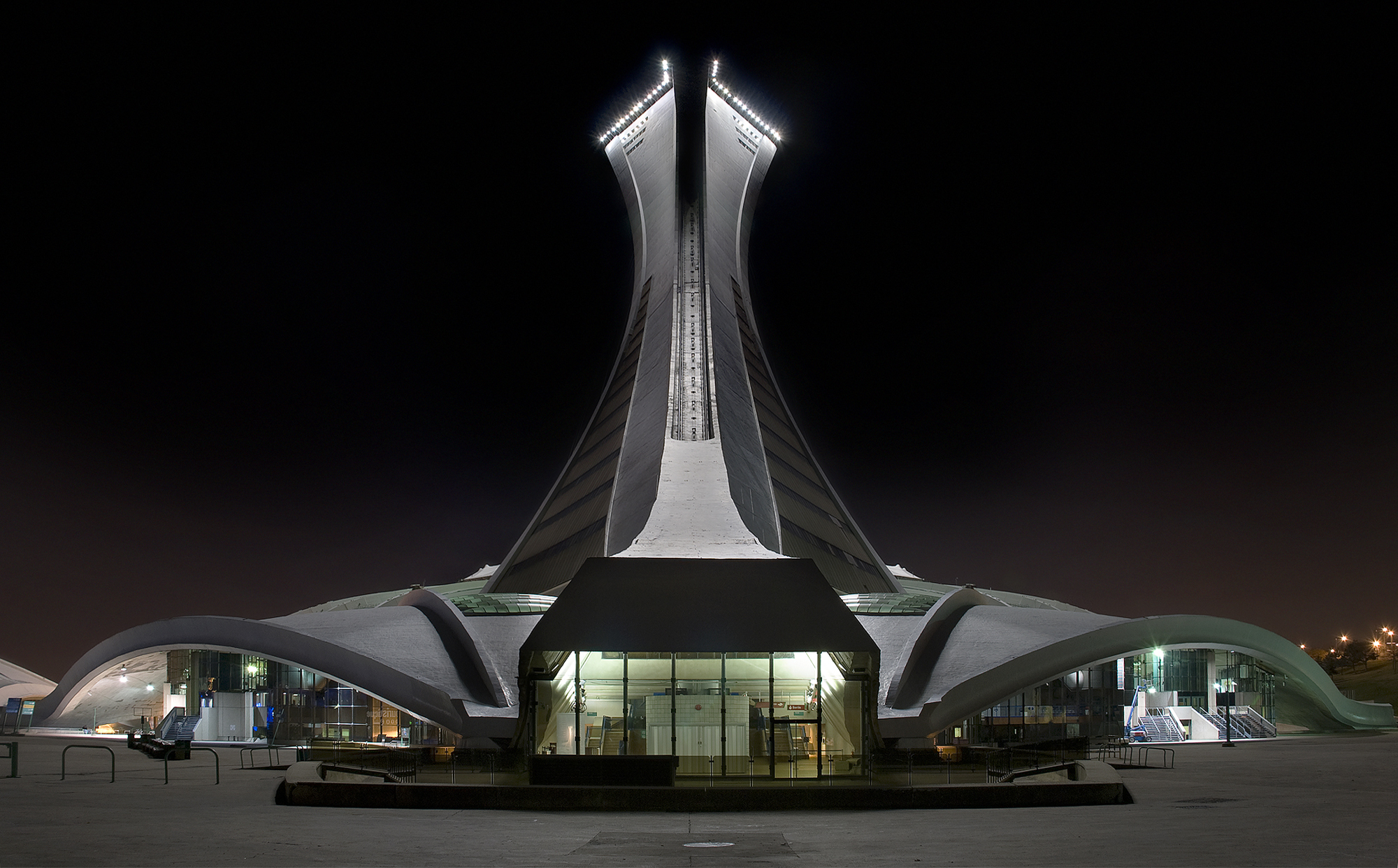
The Tour de Montréal in Montreal door Roger Taillibert, 1987
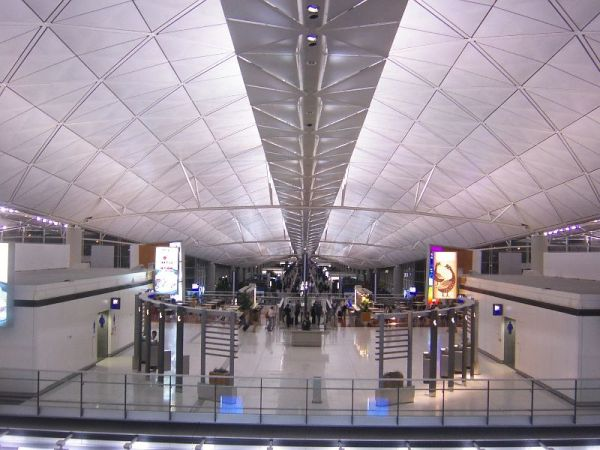
Het futuristische binnendak van  het International Airport in Hong Kong door Norman Foster, 1998
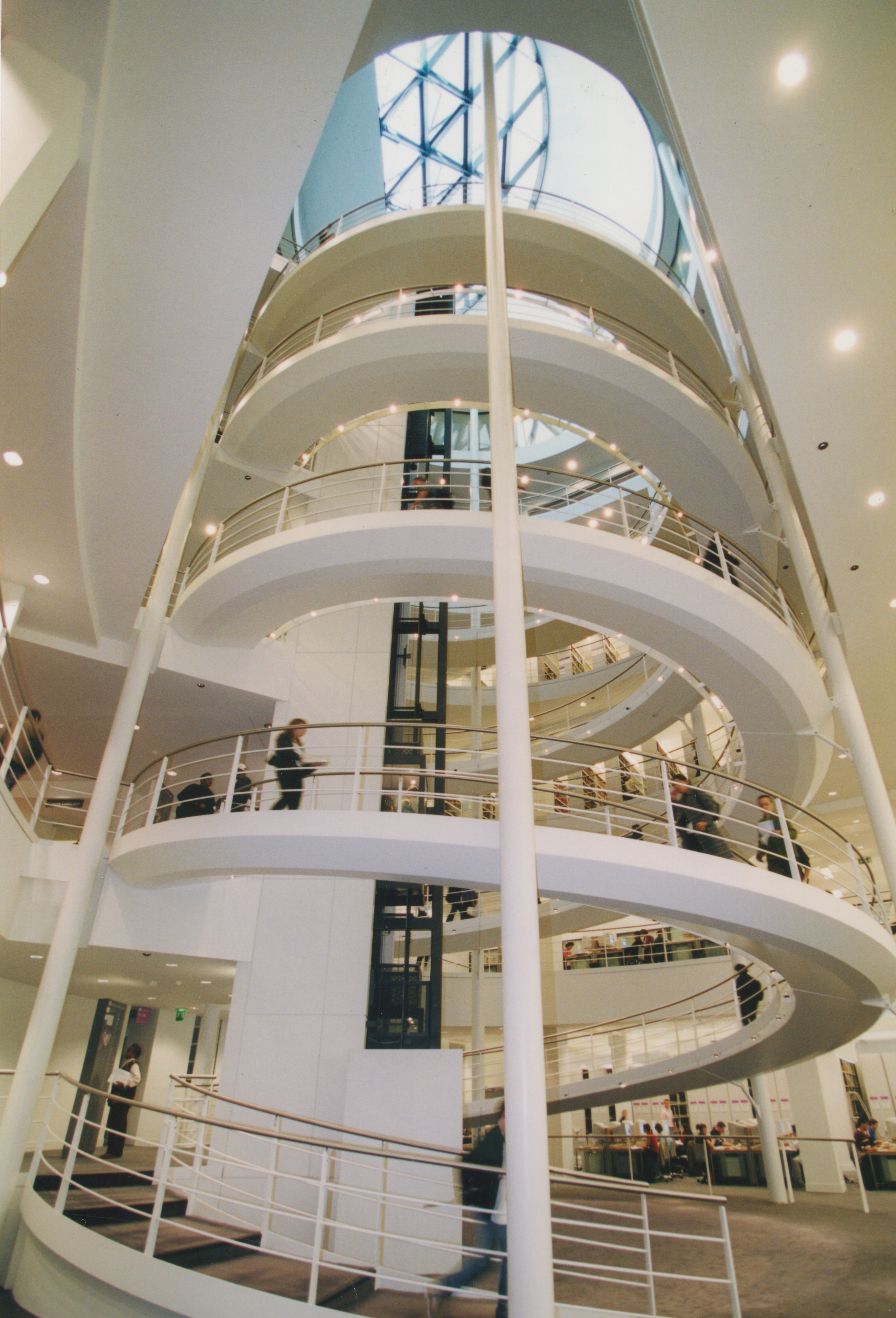
LSE bibliotheek door Norman Foster, 2000
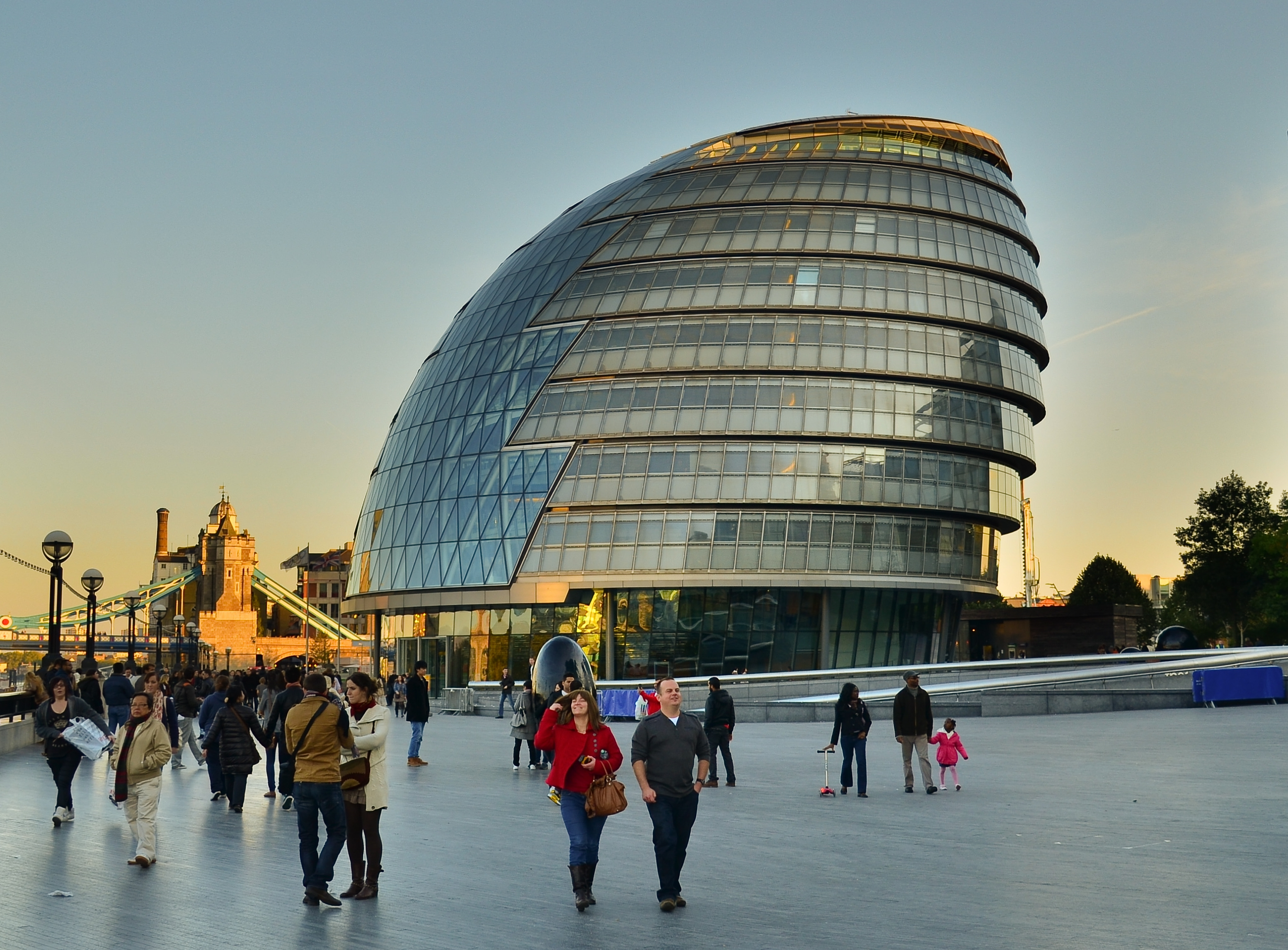
London City Hall in Londen door Norman Foster, 2002
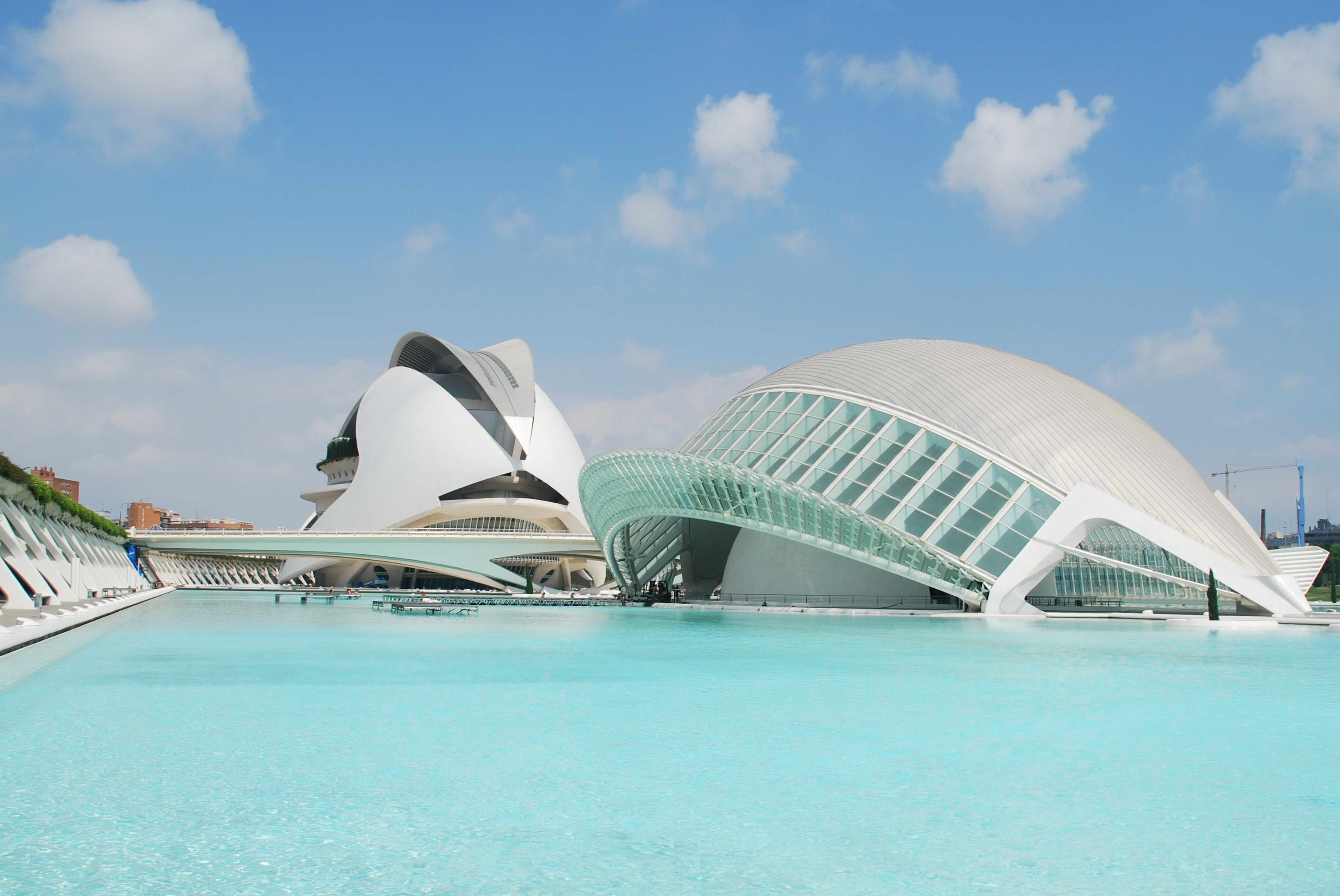
Rechts L'Hemisfèric (1998) en links Palau de les Arts Reina Sofía (2005) in de Stad van de Kunsten en Wetenschap in Valencia door Calatrava
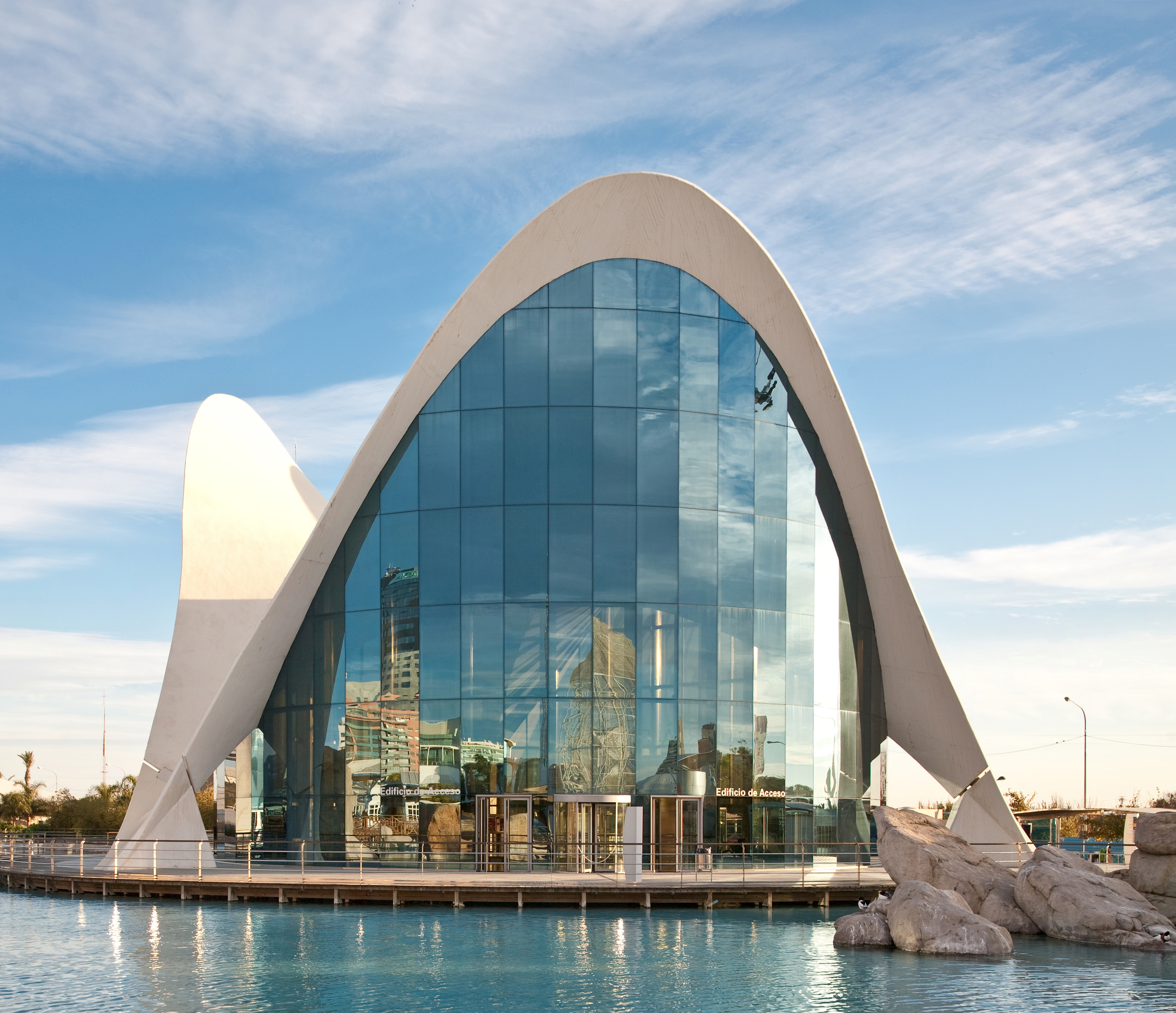
L'Oceanogràfic in de Stad van de Kunsten en Wetenschap in Valencia door Félix Candela, 2003
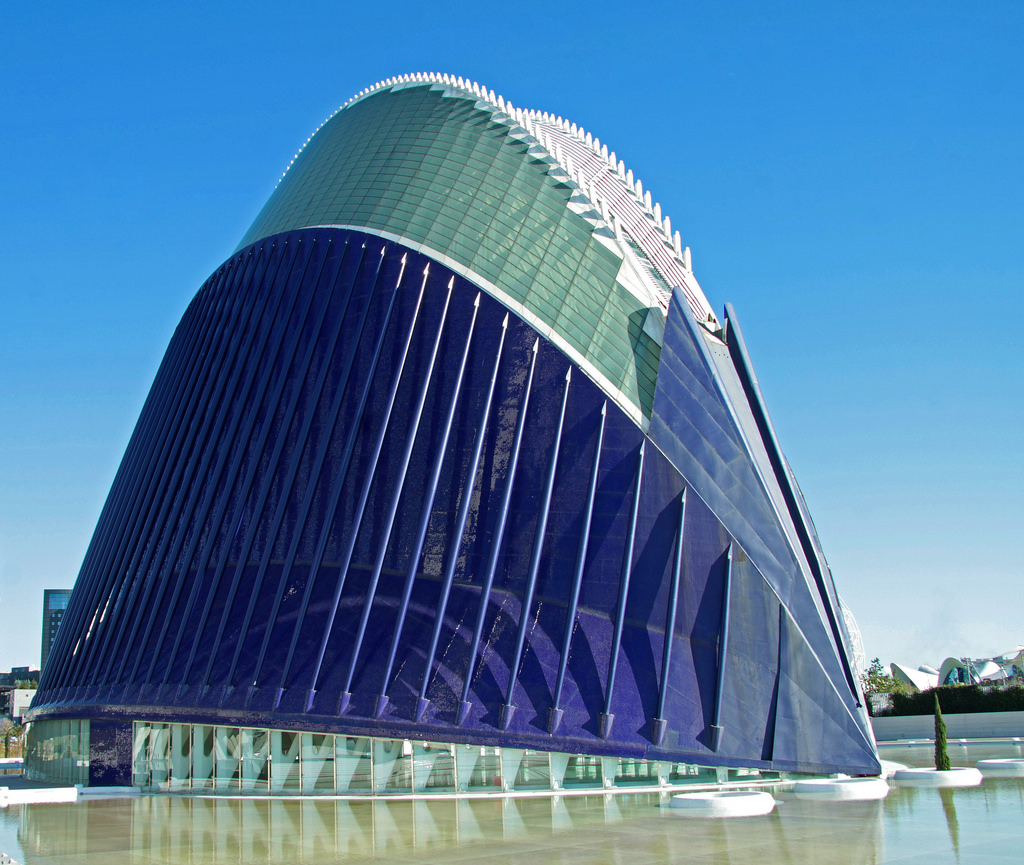
L'Àgora in de Stad van de Kunsten en Wetenschap in Valencia door Santiago Calatrava, 2009
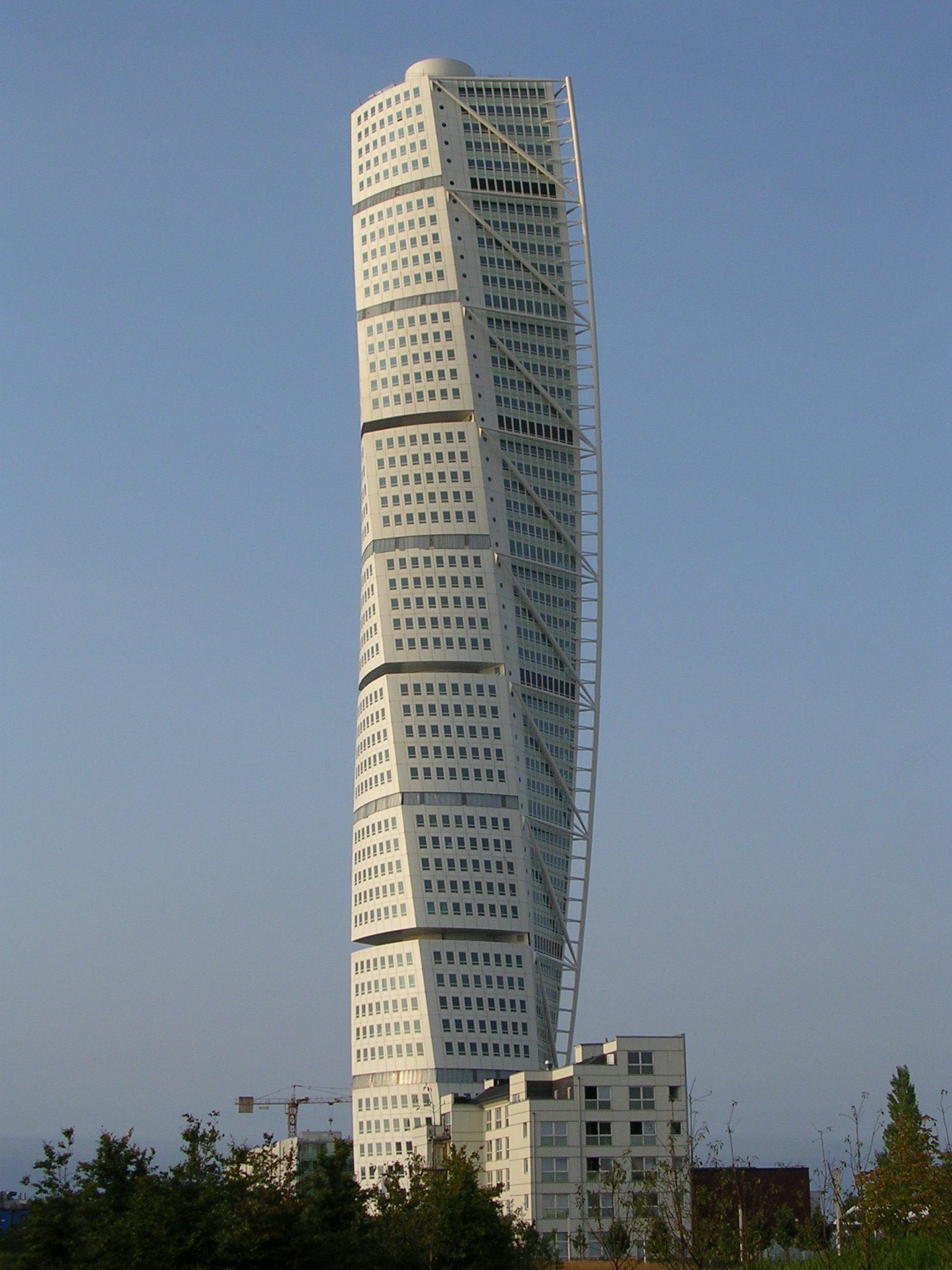
De Turning Torso in Malmö door Calatrava, 2005
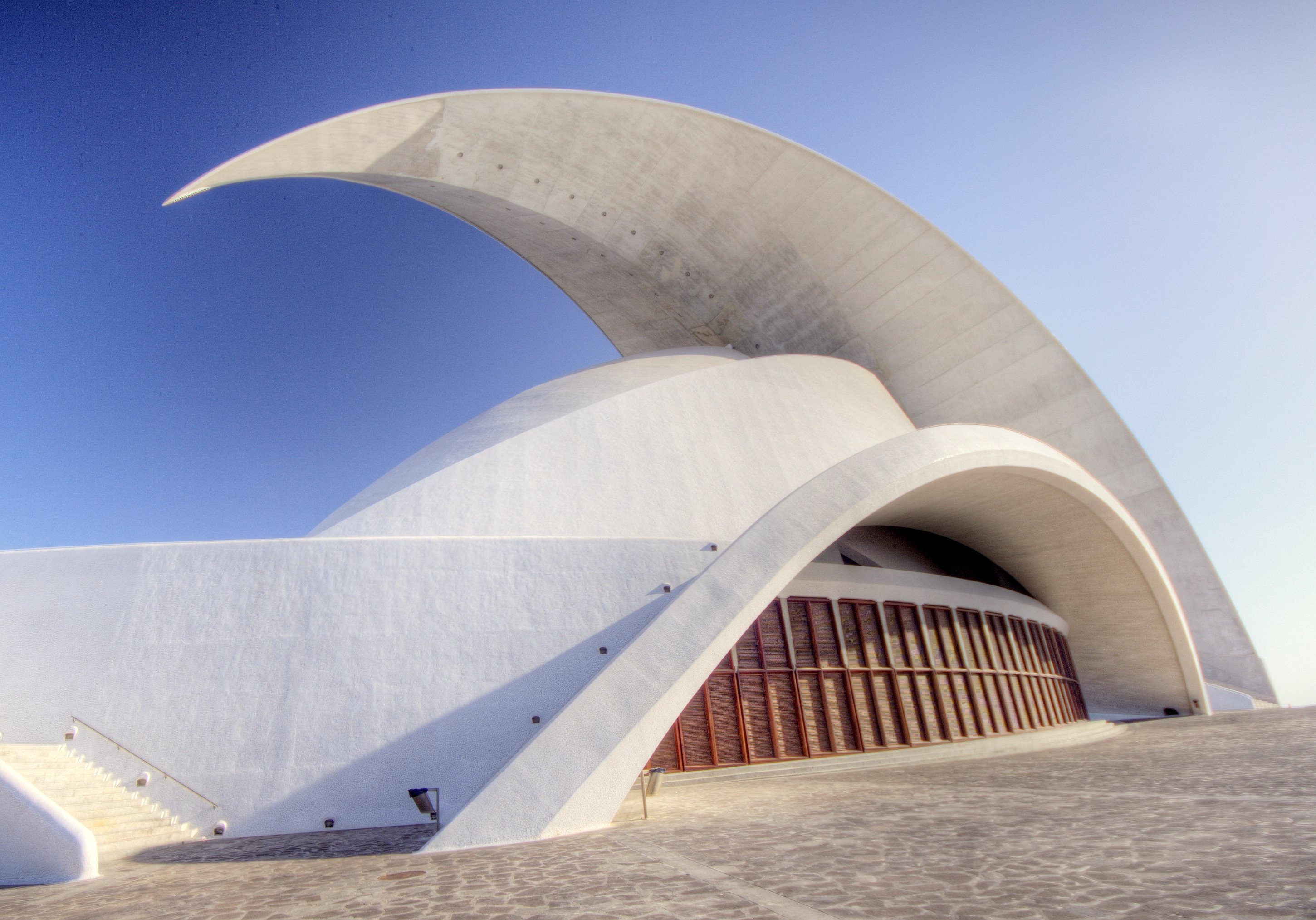
Auditorio de Tenerife in Santa Cruz de Tenerife door Santiago Calatrava, 2003
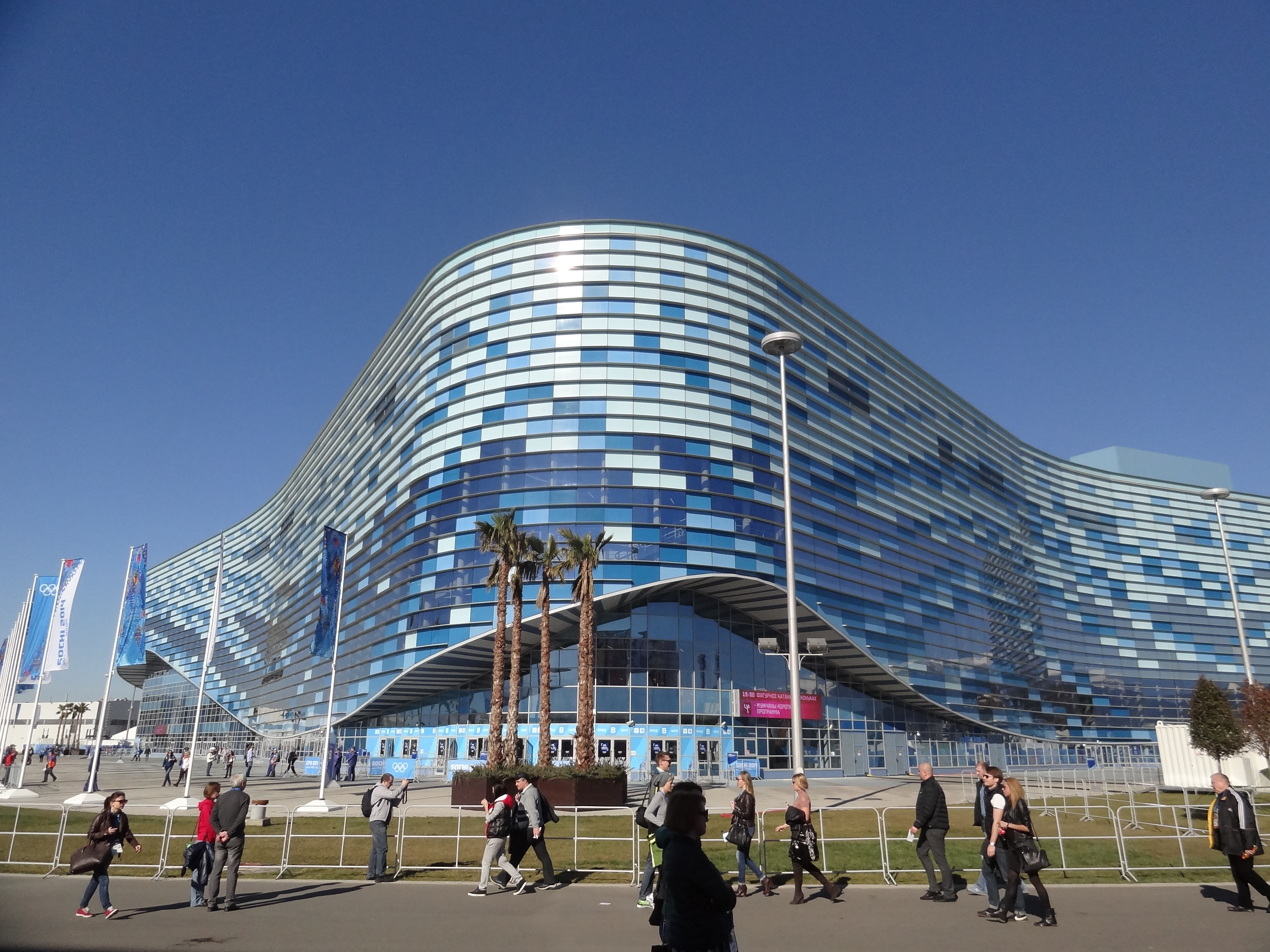
IJsberg Paleis in Sotsji door Andrey Bokov, 2012
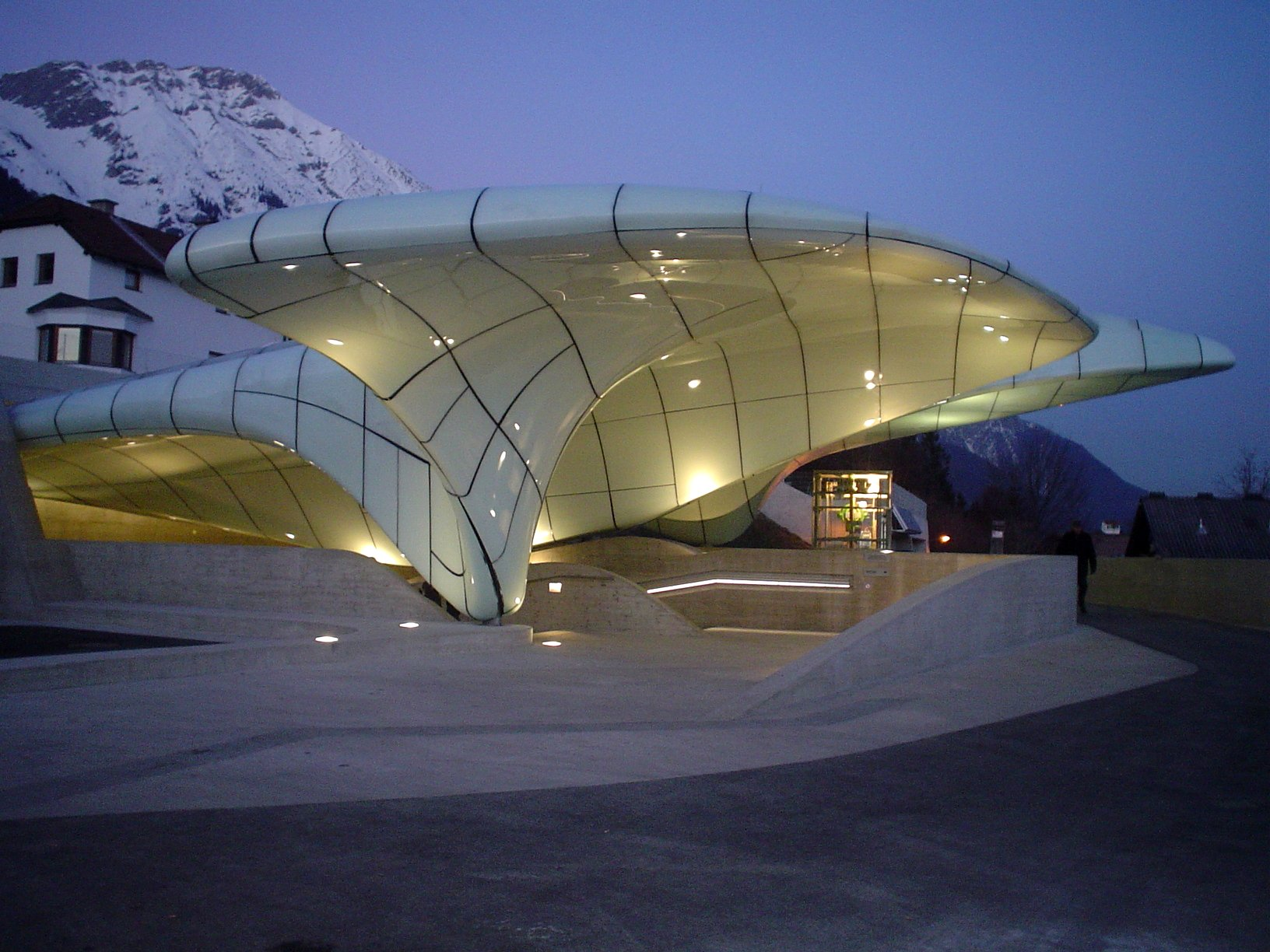
Entree Hungerburgbahn in Innsbruck door Zaha Hadid, 2007
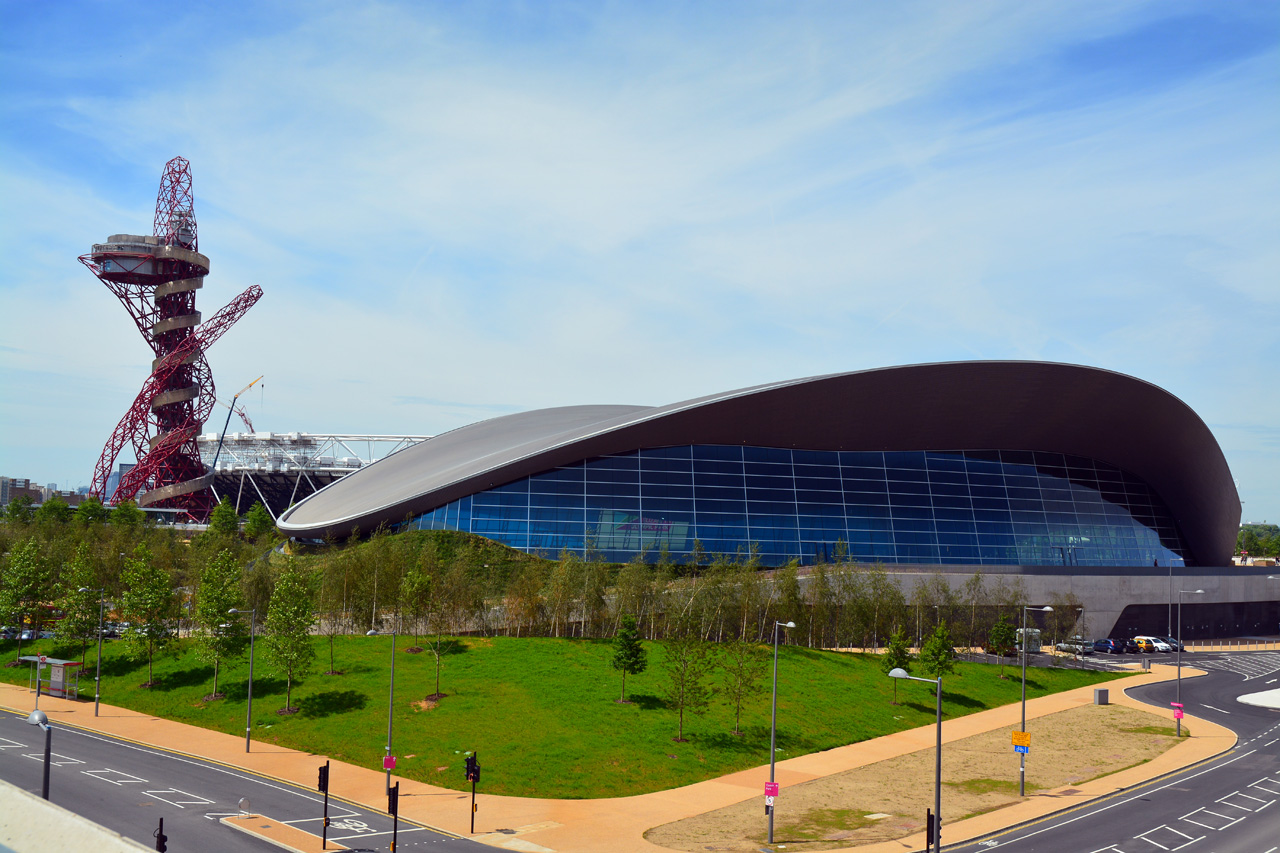
London Aquatics Centre in Stratford door Zaha Hadid, 2011
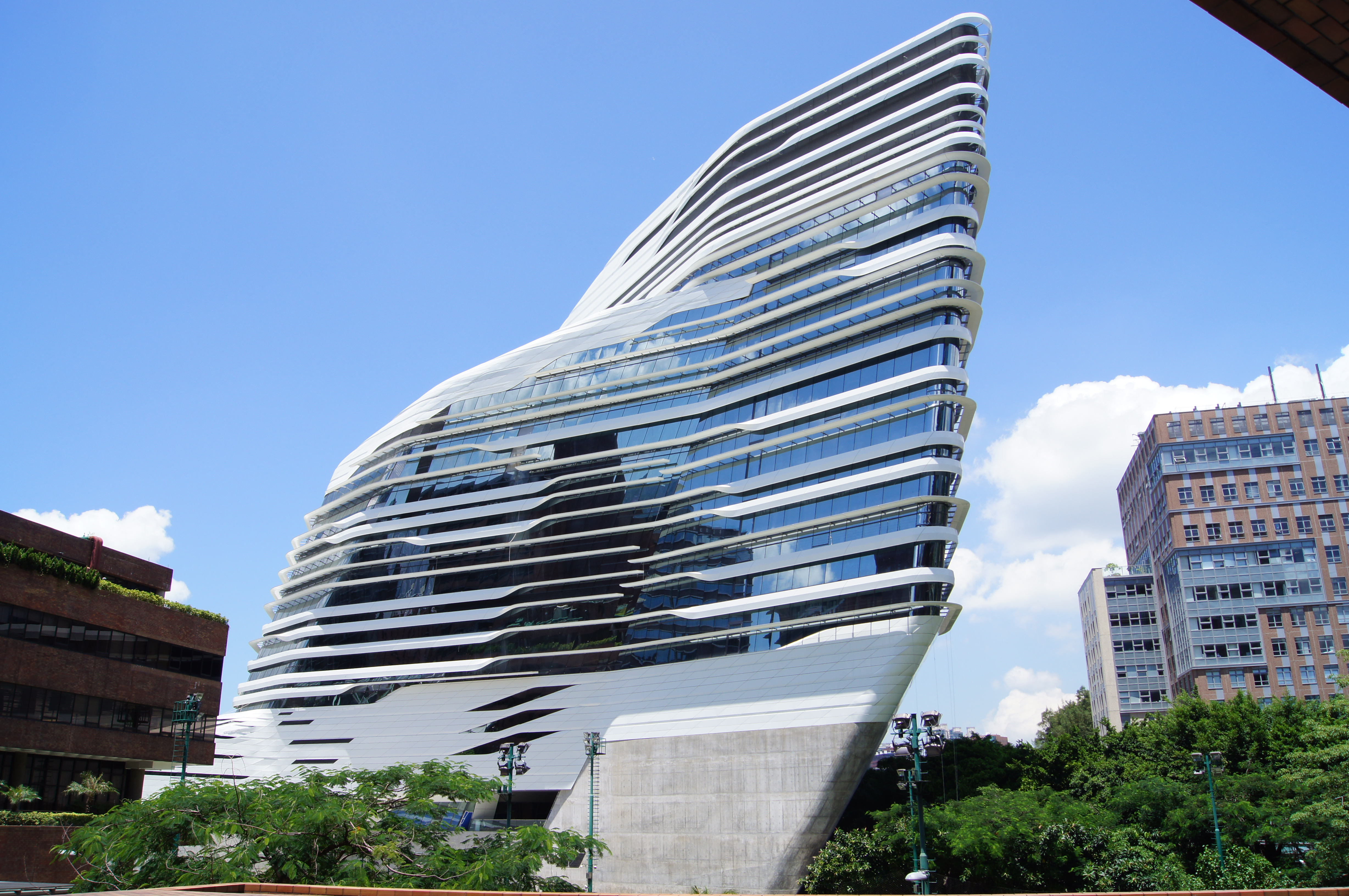
Jockey Club Innovation Tower in Hong Kong door Zaha Hadid, 2013
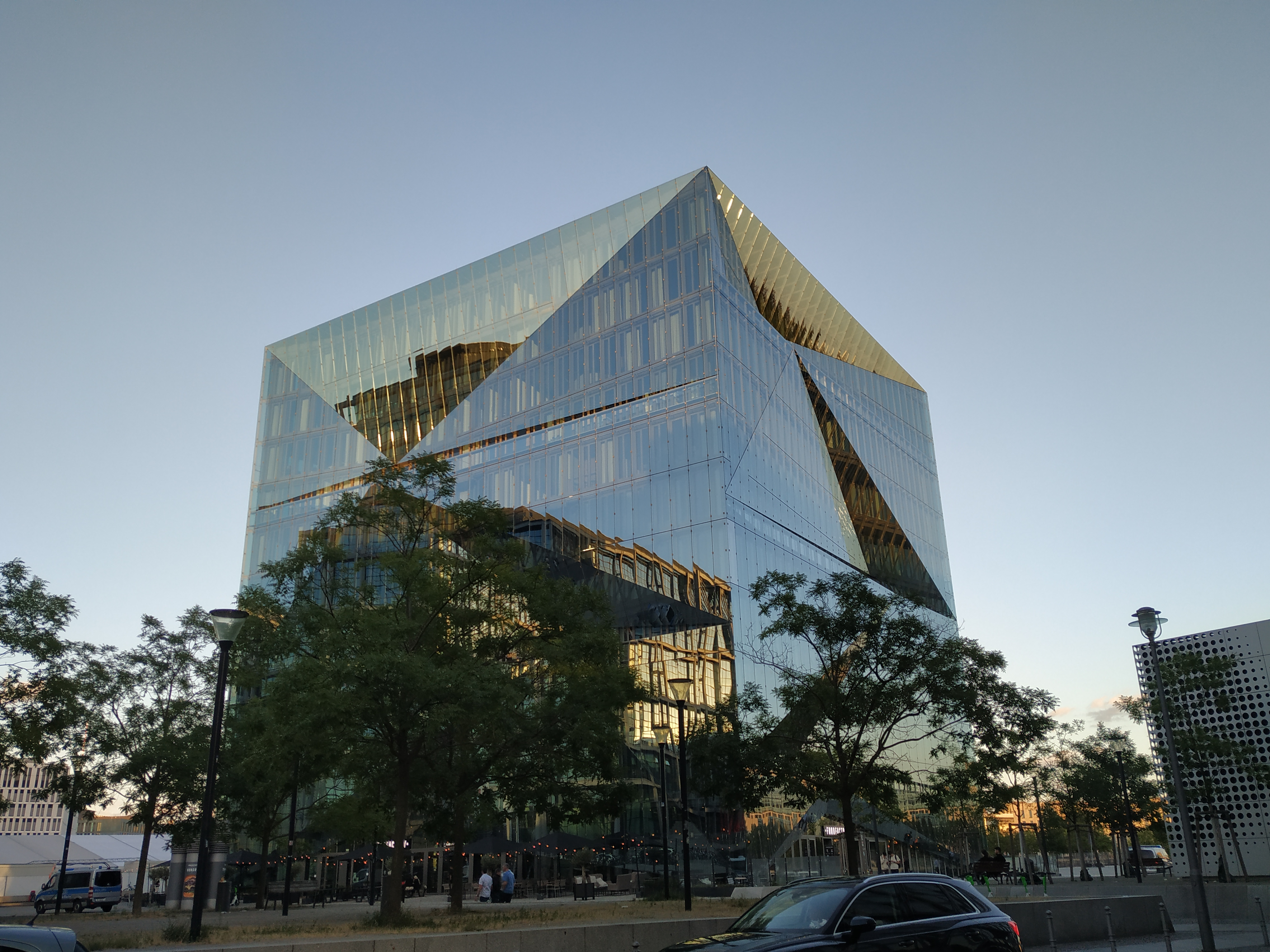
De Cube Berlin in Berlijn door 3XN Architects, 2020
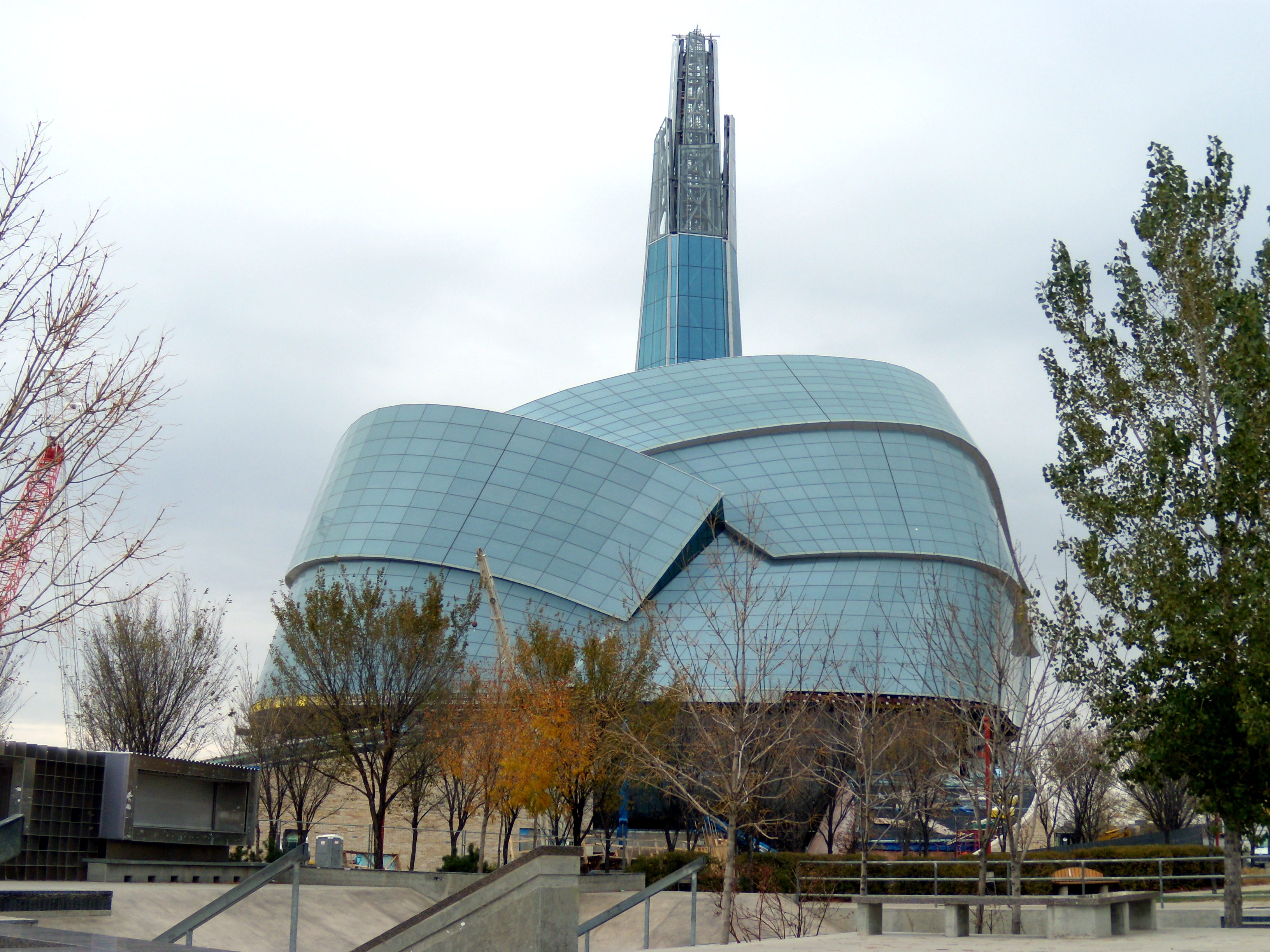
Canadian Museum for Human Rights in Winnipeg door Antoine Predock, 2014
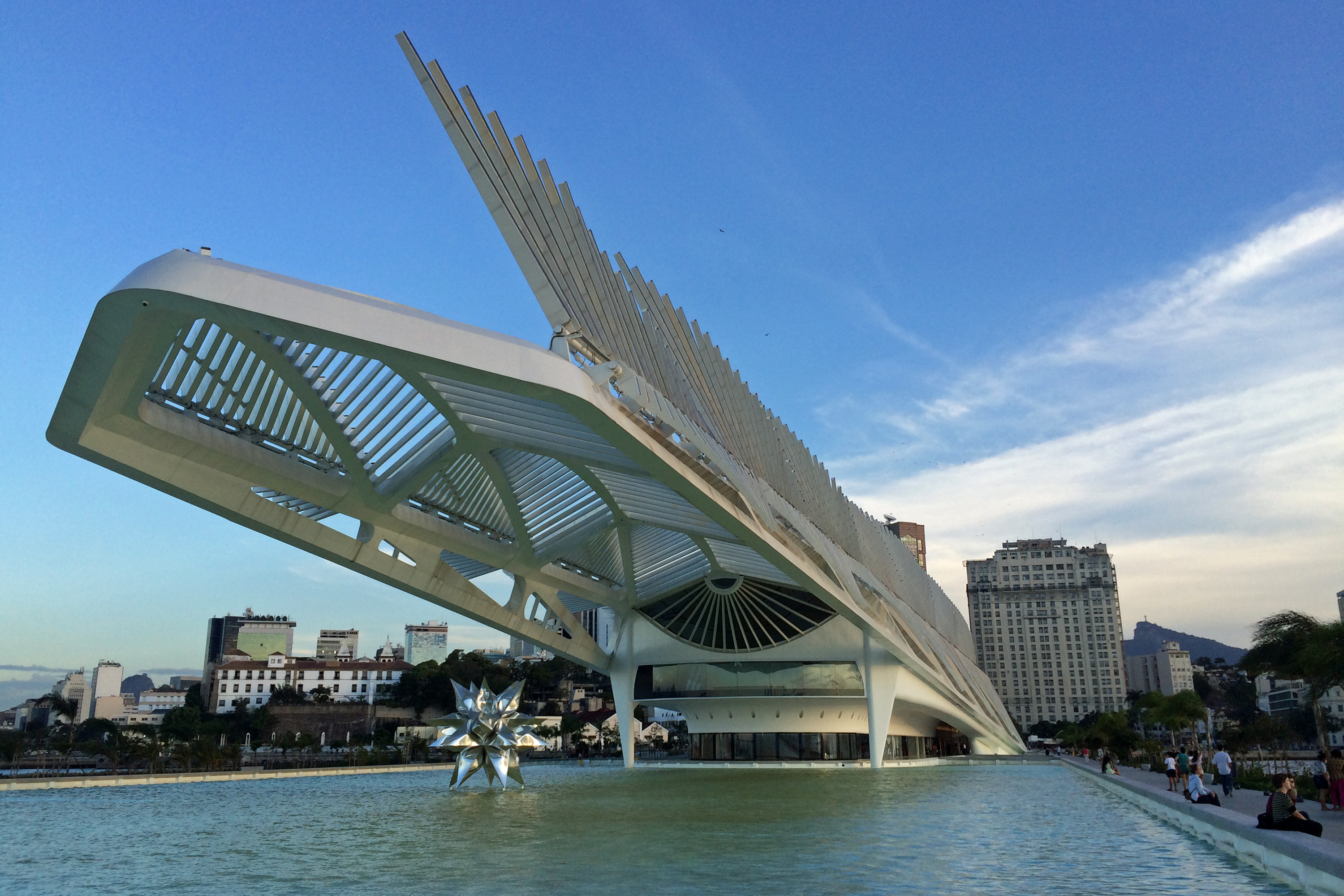
Museum of Tomorrow in Rio de Janeiro door Santiago Calatrava, 2015
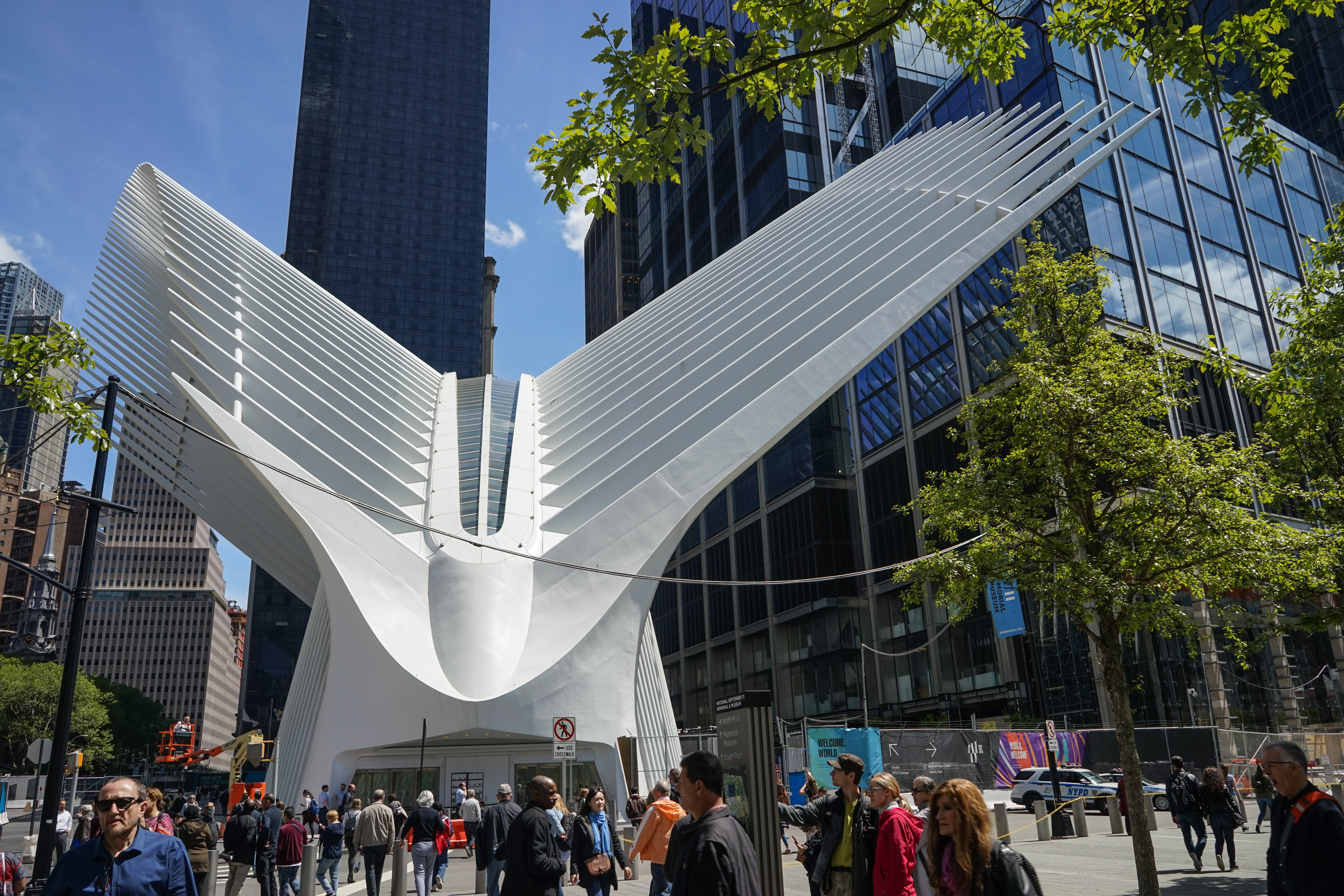
Het WTC Transportation Hub in New York door Santiago Calatrava, 2016
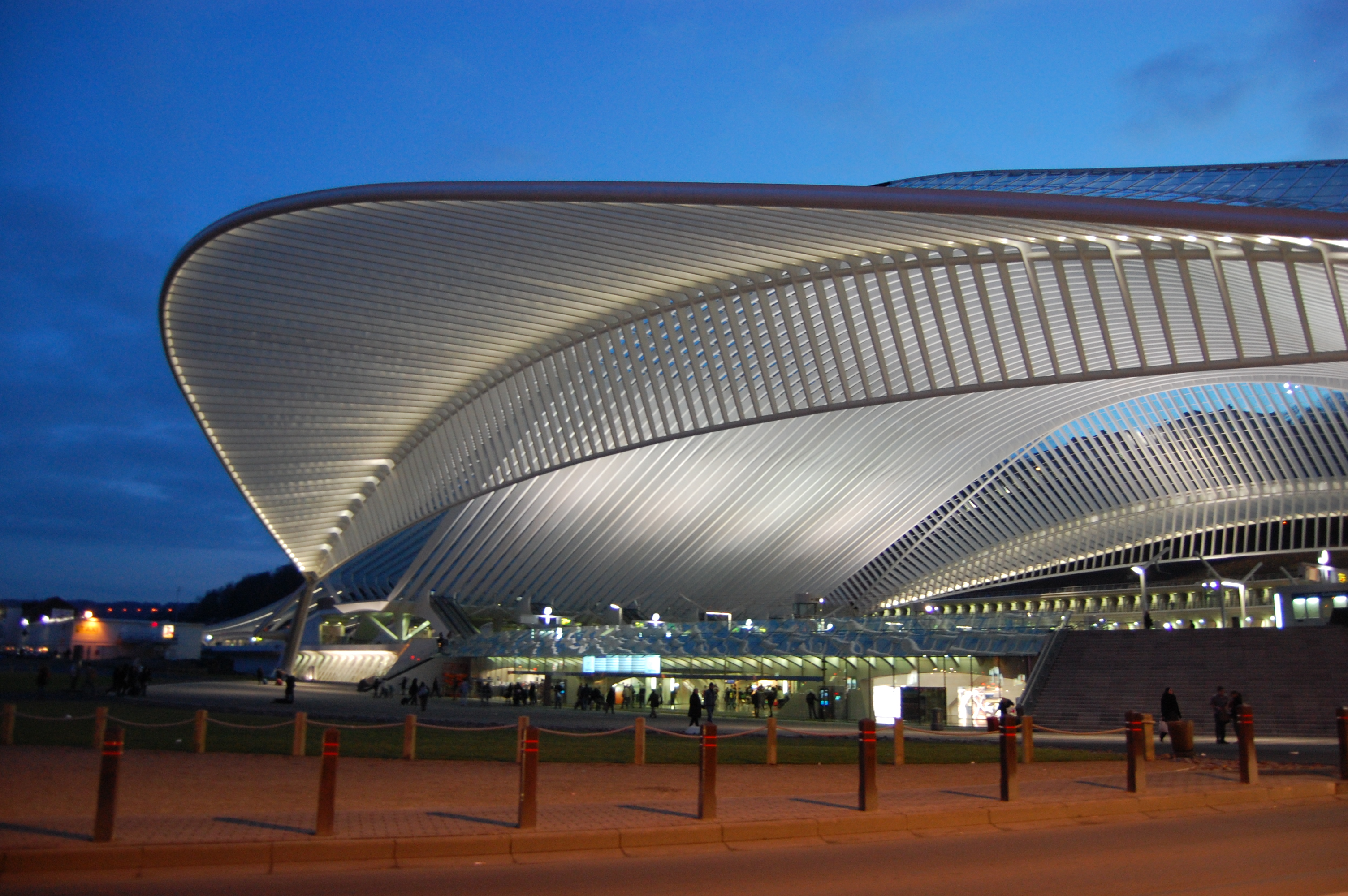
Station Luik-Guillemins in Luik, Santiago Calatrava, 2009
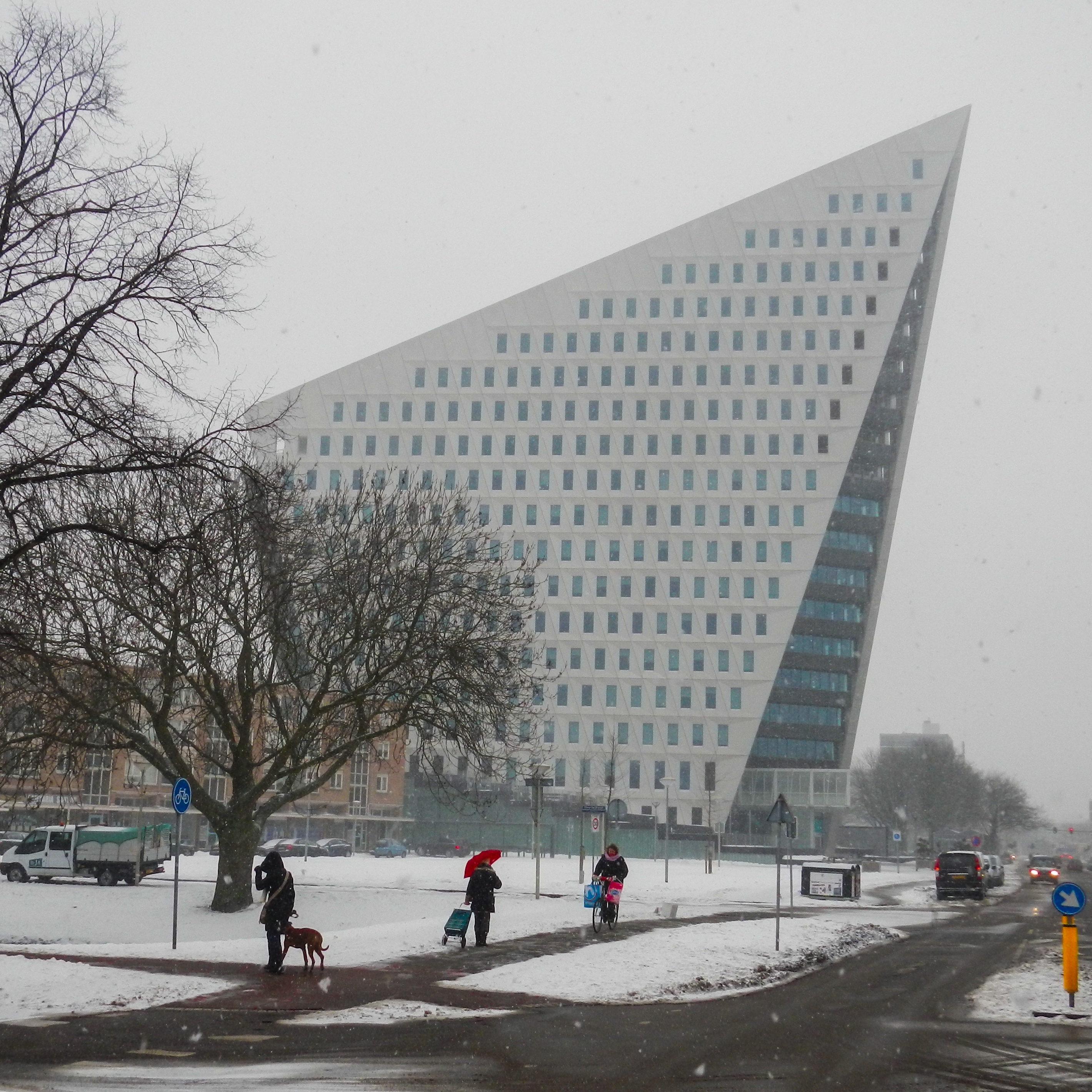
Stadsdeelkantoor Escamp in Den Haag, Rudy Uytenhaak, 2011
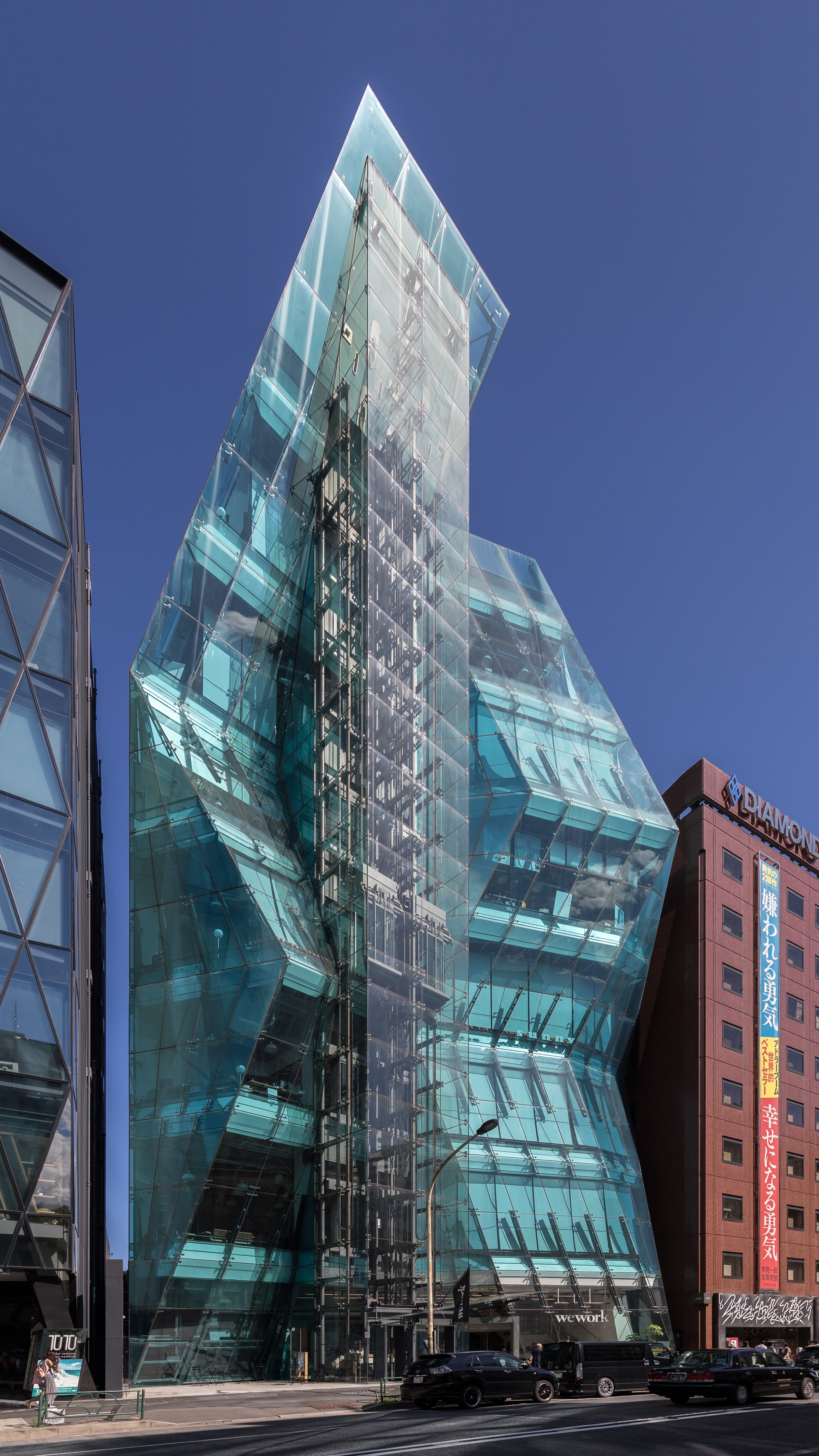
"The Iceberg" in Shibuya, Tokio, 2006
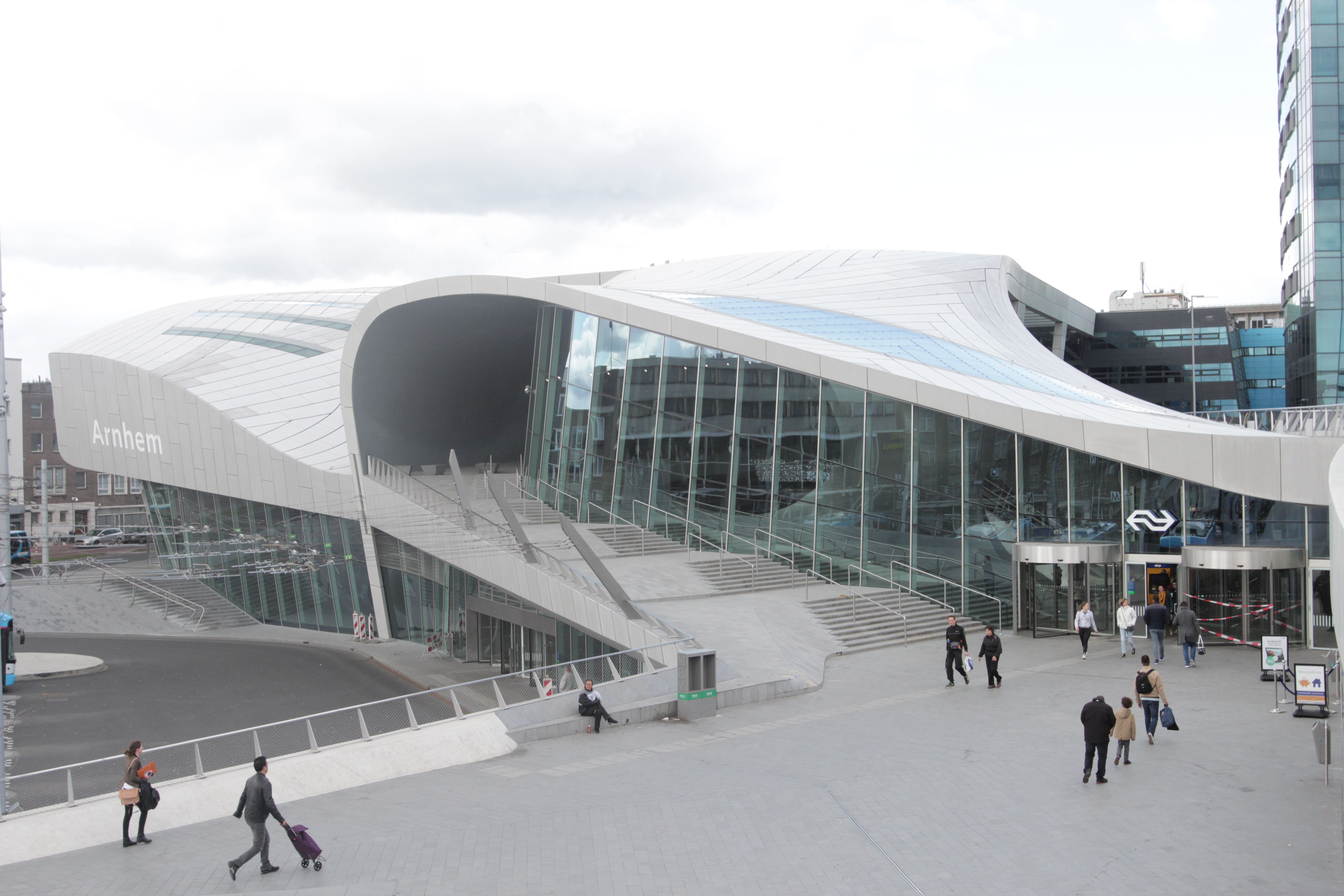
Station Arnhem Centraal in Arnhem door Ben van Berkel, 2015
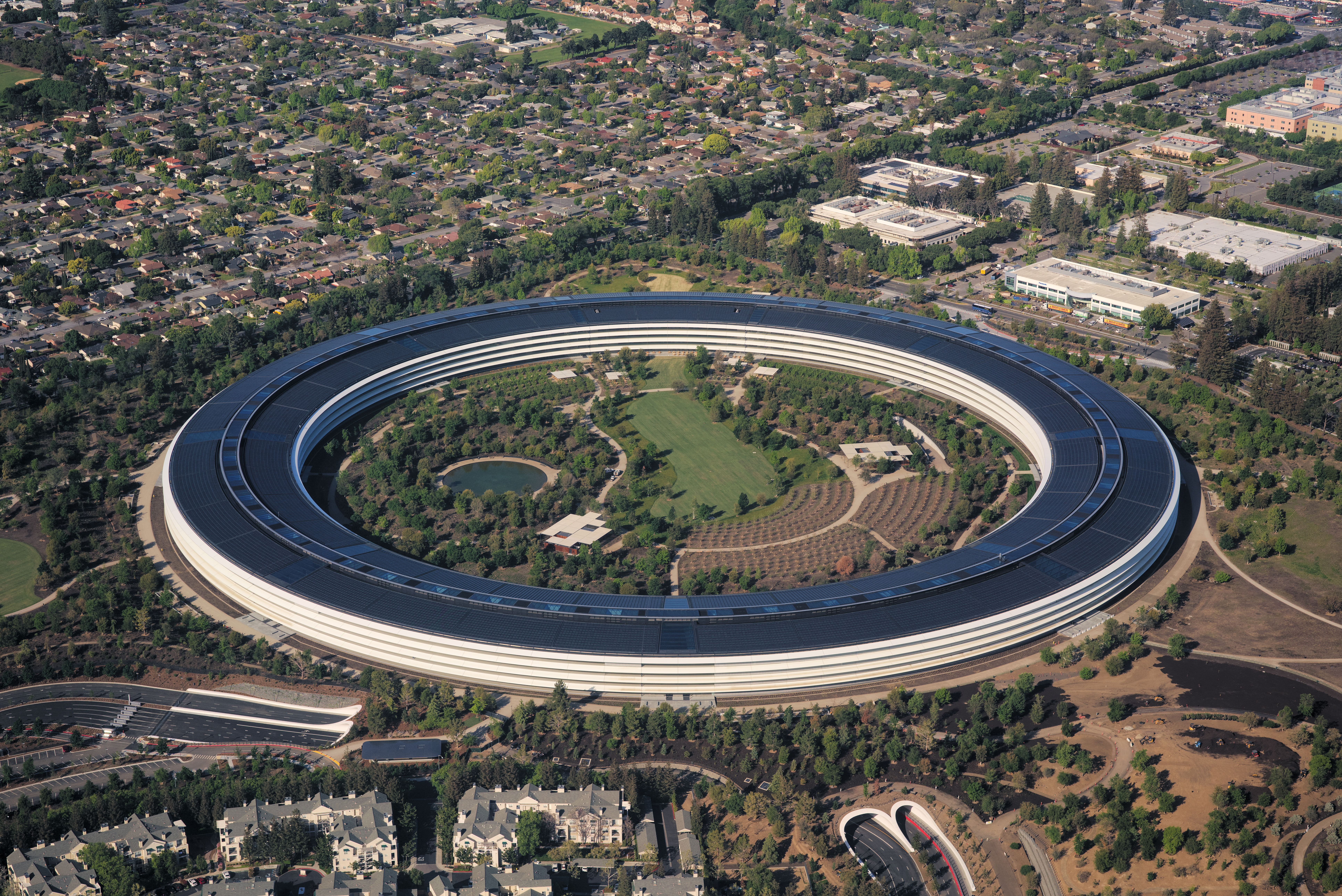
Apple Park in Cupertino (Californië) door Norman Foster, 2017

## Verwante stromingen en stijlen
Neofuturisme is familie van onder andere de volgende design stromingen en stijlen:
- Expressionisme
- Googie-architectuur
- Futurisme
- Postmodernisme
- Hightech